# Wallace Hartley
Wallace Henry Hartley (2. června 1878 Colne, Lancashire – 15. dubna 1912 RMS Titanic, severní Atlantik) byl anglický houslista a kapelník na Titanicu během jeho první plavby. Proslavil se tím, že v brzkých ranních hodinách 15. dubna 1912 vedl osmičlennou kapelu během potápění lodi. On ani ostatní hudebníci katastrofu nepřežili.

## Život a kariéra
Narodil se a vyrůstal v Colne v anglickém hrabství Lancashire. Jeho otec Albion Hartley byl ředitelem pěveckého sboru a správcem nedělní školy v Bethel Independent Methodist Chapel na Burnley Road, kde rodina navštěvovala bohoslužby. Sám Albion představil sboru hymnu „Nearer, My God, to Thee“. Wallace Hartley navštěvoval metodistickou denní školu v Colne, zpíval v bethelském sboru a jeden z členů sboru ho naučil hrát na housle.
Po dokončení školy začal pracovat v bance Craven & Union v Colne. Když se jeho rodina přestěhovala do Huddersfieldu, nastoupil do Huddersfieldského filharmonického orchestru. V roce 1903 odešel z domova do městského orchestru v Bridlingtonu, kde setrval šest let. Později se přestěhoval do Dewsbury v hrabství West Yorkshire a v roce 1909 se přidal jako hudebník ke společnosti Cunard Line, kde sloužil na zaoceánských lodích RMS Lucania, RMS Lusitania a RMS Mauretania.
Během služby na lodi Mauretania přešlo zaměstnávání hudebníků společností Cunard na hudební agenturu C.W. & F.N. Black, která dodávala hudebníky pro společnosti Cunard a White Star Line. Tímto převodem se změnil Hartleyho status na palubě, neboť již nebyl považován za člena posádky, ale za cestujícího, byť ubytovaného v druhé třídě na náklady agentury. Později se ukázalo, že ani lodní společnost, ani hudební agentura hudebníky nepojistily, přičemž každá z nich tvrdila, že za to odpovídá ta druhá.
V dubnu 1912 byl přidělen jako kapelník na loď RMS Titanic společnosti White Star Line. Nejdříve se zdráhal opustit svou snoubenku Marii Robinsonovou, kterou nedávno požádal o ruku, ale nakonec se rozhodl, že služba na palubě Titanicu při jeho první plavbě mu poskytne možné kontakty pro budoucí práci.

## PotopeníTitanicu
Když Titanic v noci 14. dubna 1912 narazil na ledovec a začal se potápět, začal Hartley se svými kolegy z kapely hrát hudbu, aby pomohl udržet cestující v klidu, zatímco posádka plnila a vysílala záchranné čluny. Mnoho přeživších uvedlo, že Hartley a kapela hráli až do samého konce. Nikdo z členů kapely katastrofu nepřežil a příběh o tom, že hráli až do úplného konce, se stal populární legendou. Jedny noviny tehdy napsaly, že „role, kterou orchestr na palubě Titanicu sehrál v jeho posledních strašlivých chvílích, bude patřit k nejušlechtilejším v oblasti hrdinství na moři“.
Ačkoli není přesně známo, kterou poslední píseň kapela zahrála, skladba „Nearer, My God, to Thee“ se dočkala všeobecného uznání. Kniha Waltera Lorda A Night to Remember (1955) zpopularizovala vyprávění radisty Harolda Brida o tom, jak slyšel píseň „Autumn“. Ellwand Moody, hudebník na lodi Mauretania po boku Hartleyho, tvrdil, že Hartley jednou řekl, že kdyby se někdy ocitl na potápějící se lodi, zahrál by buď skladbu „Nearer, My God, to Thee“, nebo „Our God, Our Help in Ages Past“. Pokud skladba „Nearer, My God, to Thee“ skutečně zazněla, není jisté, kterou verzi Hartley zahrál. Jeho otec používal v kostele verzi „Propior Deo“ od Arthura Sullivana a jeho rodina si byla jistá, že by zahrál právě tuto verzi. Právě úvodní tóny této melodie se objevují na Hartleyho pomníku a hrály se taktéž na jeho pohřbu.

## Po potopení

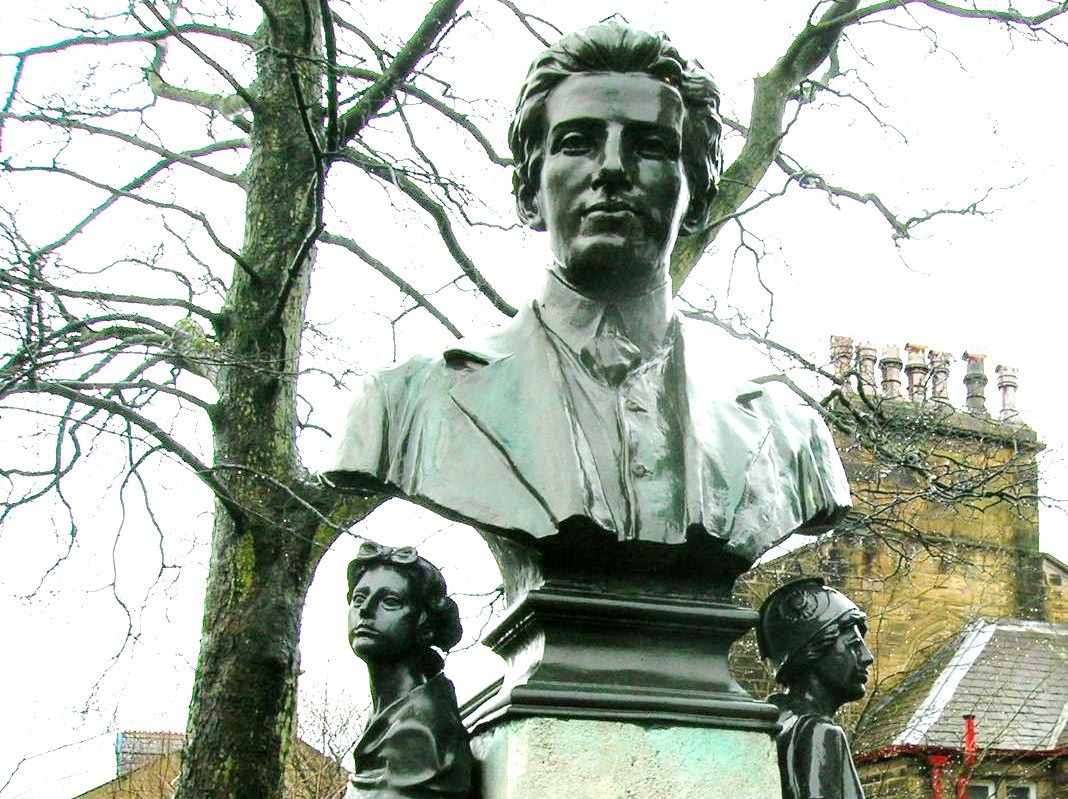
Busta Wallace Hartleyho na Albert Road, Colne, Lancashire

Jeho tělo bylo nalezeno lodí Mackay-Bennett téměř dva týdny po ztroskotání Titanicu. Několik tiskových zpráv potvrdilo, že byl nalezen „zcela oblečený a s hudebním kufříkem připoutaným k tělu“.
Jeho tělo bylo předáno na loď Arabic převezeno zpět do Anglie. Hartleyho otec Albion na loď čekal v Liverpoolu a převezl synovo tělo do rodného města Colne v hrabství Lancashire. Pohřeb se konal 18. května 1912. Hartleyho pohřebního obřadu se zúčastnilo okolo tisícovky lidí, zatímco trasu pohřebního průvodu lemovalo odhadem 30 tisíc až 40 tisíc lidí.
Je pohřben na hřbitově Keighley Road v Colne, kde byl na jeho počest vztyčen 10 stop (3,0 m) vysoký náhrobek s houslemi vyřezanými v podstavci.
V roce 1915 byl před tehdejší městskou knihovnou postaven Hartleyho pomník s jeho bustou. Na pomníku je psáno: Wallace Hartley
Kapelník na RMS Titanic, který zahynul při ztroskotání této lodi 15. dubna 1912. Zbudováno z dobrovolných příspěvků na památku hrdinství rodáka z tohoto města.
Pomník byl později mírně posunut, aby uvolnil místo památníku první světové války. Na Hartleyho velkém viktoriánském řadovém domě na West Park Street v Dewsbury v hrabství West Yorkshire je umístěna modrá pamětní deska, která kolemjdoucí upomíná, že kapelník bydlel.
Další památník hudebníkům z Titanicu jako celku byl zbudován v Broken Hill na severozápadě Nového Jižního Walesu. Obyvatelé Broken Hillu byli tak dojati statečností lodních kapelníků, že během několika týdnů vyhlásili veřejnou výzvu k vytvoření jejich památníku. Památník ve tvaru rozbitého sloupu byl odhalen v prosinci 1913. Ve městě Ballarat ve státě Victoria v Austrálii stojí na památku ztracených hudebníků edwardiánský kapelník. Postavila ji rada Ballaratu z prostředků, které shromáždila Viktoriánská kapelnická asociace a občané oblasti. Titanic Memorial bandstand byl odhalen 22. října 1915. Každý rok v den výročí potopení Titanicu hraje kapela na tribuně píseň „Nearer, My God, To Thee“. Hartleyho jméno se ještě v roce 2001 používalo při pojmenovávání nových ulic a domů ve městě Colne. V roce 2008 pojmenoval řetězec hospod J D Wetherspoon nově otevřenou hospodu (do poloviny 90. let 20. století byla budova dlouholetým hotelem King's Head) v Colne po kapelníkovi.

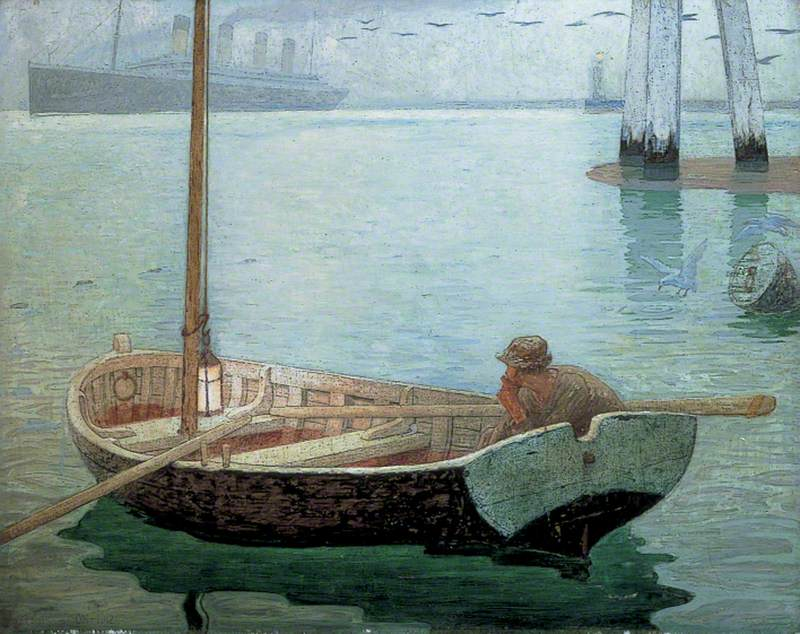
The Outward Bound (1912), autor: Frederick Cayley Robinson

Olejomalba Fredericka Cayleyho Robinsona z roku 1912 s názvem The Outward Bound zobrazuje mladíka na lodi, který sleduje, jak Titanic vyplouvá ze Southamptonu. Obraz byl objednán na Hartleyho památku a darován Leeds Art Gallery leedskými profesionálními hudebníky. Dne 23. prosince 1912 byl obraz odhalen v Městské galerii umění lordem starostou Leedsu.

### Housle
V březnu 2013, po dvou letech hloubkové analýzy stop, kterou provedla Forenzní vědecká služba jménem aukční síně Henry Aldridge & Son, a po sedmi letech shromažďování důkazů aukční síní se sídlem ve Wiltshire, bylo oznámeno, že housle nalezené na půdě jednoho Brita v koženém pouzdře s iniciálami „W. H. H.“ jsou nástrojem, na který Hartley hrál při plavbě na Titanicu. Identifikaci napomohla rytina na houslích německé výroby, kterou na nástroj v roce 1910 umístila jeho snoubenka (Maria Robinsonová) a která zněla: „Pro Wallace u příležitosti našich zásnub od Marie.“ Další testy provedené odborníkem na stříbro z Gemmologické asociace Velké Británie potvrdily, že destička na podstavci houslí je původní a že kovová rytina provedená jménem Marie Robinsonové je současná s těmi, které byly vyrobeny v roce 1910. CT vyšetření umožnilo odborníkům zobrazit 3D snímky vnitřku houslí. Díky jemným detailům skenu mohli odborníci prozkoumat konstrukci, vnitřek a lepidlo, které drží nástroj pohromadě a ukazuje známky možného restaurování. Při zkoumání původu houslí objevili aukční síň Henry Aldridge & Son a Christian Tennyson-Ekeberg, životopisec Wallace Hartleyho a autor knihy Nearer, Our God, to Thee: The Biography of the Titanic Bandmaster, v deníku Hartleyho truchlící snoubenky, paní Robinsonové, přepis telegramu zaslaného provinčnímu tajemníkovi Nového Skotska v Kanadě s datem 19. července 1912, v němž se uvádí:
„Byla bych Vám velmi vděčná, kdybyste mohl vyřídit mé srdečné poděkování všem, kteří umožnili navrácení houslí mého zesnulého snoubence.“
Po smrti Marie Robinsonové v roce 1939 darovala její sestra housle Bridlingtonské armádě spásy a řekla jejímu vedoucímu, majoru Renwickovi, o souvislosti nástroje s Titanicem. Housle byly později předány učiteli houslí, který je předal matce dalšího majitele. „Housle jsou ve stejné rodině již více než 70 let,“ uvádí firma Henry Aldridge & Sons. Craig Sopin, majitel jedné z největších světových sbírek památek na Titanic, přední odborník na Titanic a obecný skeptik tvrzení o Titanicu, věří, že housle jsou „Hartleyho housle a nikoliv podvod“, uvádí ABC News.
Hartleyho housle byly vystaveny v Severním Irsku v loděnici Titanic Belfast, kde byla loď postavena, a ve Spojených státech v muzeích Titanic Branson a Titanic Pigeon Forge. Jak informovaly BBC, NBC a The Washington Post, 19. října 2013 je prodala aukční síň Henry Aldridge & Son v Devizes ve Wiltshire v Anglii za 900 tisíc liber (1,7 milionu USD).
Housle se v současnosti nacházejí v Muzeu Titanicu v Belfastu a jsou přístupné veřejnosti. Mají dvě velké praskliny a již na ně nelze hrát.
Když britský folkový zpěvák a skladatel Reg Meuross viděl housle v aukci Aldridges, inspiroval se k napsání písně o příběhu houslí „The Band Played Sweet Marie“, která vyšla na jeho albu England Green and England Grey v roce 2014.
Příběh Wallace Hartleyho a jeho houslí se stal také inspirací pro píseň „Titanically“ kanadské zpěvačky a skladatelky Heather Rankinové a Davida Tysona, k níž natočil videoklip americko-kanadský filmař Thom Fitzgerald. Videoklip byl vydán 2. června 2017 na počest Hartleyho narozenin.

## Ztvárnění
- Charles Belchier – A Night to Remember (filmová adaptace z roku 1958 na motivy stejnojmenné knihy Waltera Lorda z roku 1955)
- Victor Langley – S.O.S. Titanic (televizní film z roku 1979)
- Jonathan Evans-Jones – Titanic (film z roku 1997)
- Csongor Veer – Titanic (televizní miniseriál z roku 2012)
- Brendan Petrizzo – Titanic 666 (televizní film z roku 2022)